# Labostigmina novella
Labostigmina novella is een vliegensoort uit de familie van de Stratiomyidae. De wetenschappelijke naam van de soort is voor het eerst geldig gepubliceerd in 1938 door Steyskal.